# Weinsfeld (Prüm)
Weinsfeld ist ein Stadtteil der Stadt Prüm im Eifelkreis Bitburg-Prüm in Rheinland-Pfalz.

## Geographische Lage
Weinsfeld liegt im Tal der Prüm, die südlich der Ortslage verläuft. Durch den Ort verlaufen die beiden Kreisstraßen 111 und 195. Östlich des Dorfes verläuft die Bundesautobahn 60. Nachbarorte sind im Norden Steinmehlen und im Süden Watzerath.

## Geschichte
Das erste Mal urkundlich erwähnt wurde Weinsfeld im Jahr 1282. Bei Ausgrabungen wurden fränkische Gräberfelder entdeckt, was heißt, dass bereits im 8. Jahrhundert Menschen in Weinsfeld gelebt haben. Darauf deutet auch eine Stiftungsurkunde der Bertrada von Mürlenbach aus dem 8. Jahrhundert hin, denn in ihr wurde ein Hof des Winard erwähnt. Im Jahr 1570 wird erstmals eine Kirche für Weinsfeld erwähnt.
Am 1. Januar 1973 wurde die bis dahin eigenständige Gemeinde Weinsfeld in die Stadt Prüm eingemeindet.

## Kultur und Sehenswürdigkeiten
- Die römisch-katholische Filialkirche St. Leonhard (Glockenturm von 1735, Kirchenschiff von ca. 1961)
- Vier historische Wegekreuze und ein Friedhofskreuz
- Mühle Lutz (Weinsfeldermühle), südwestlich von Weinsfeld

Bildergalerie zu St. Leonhard
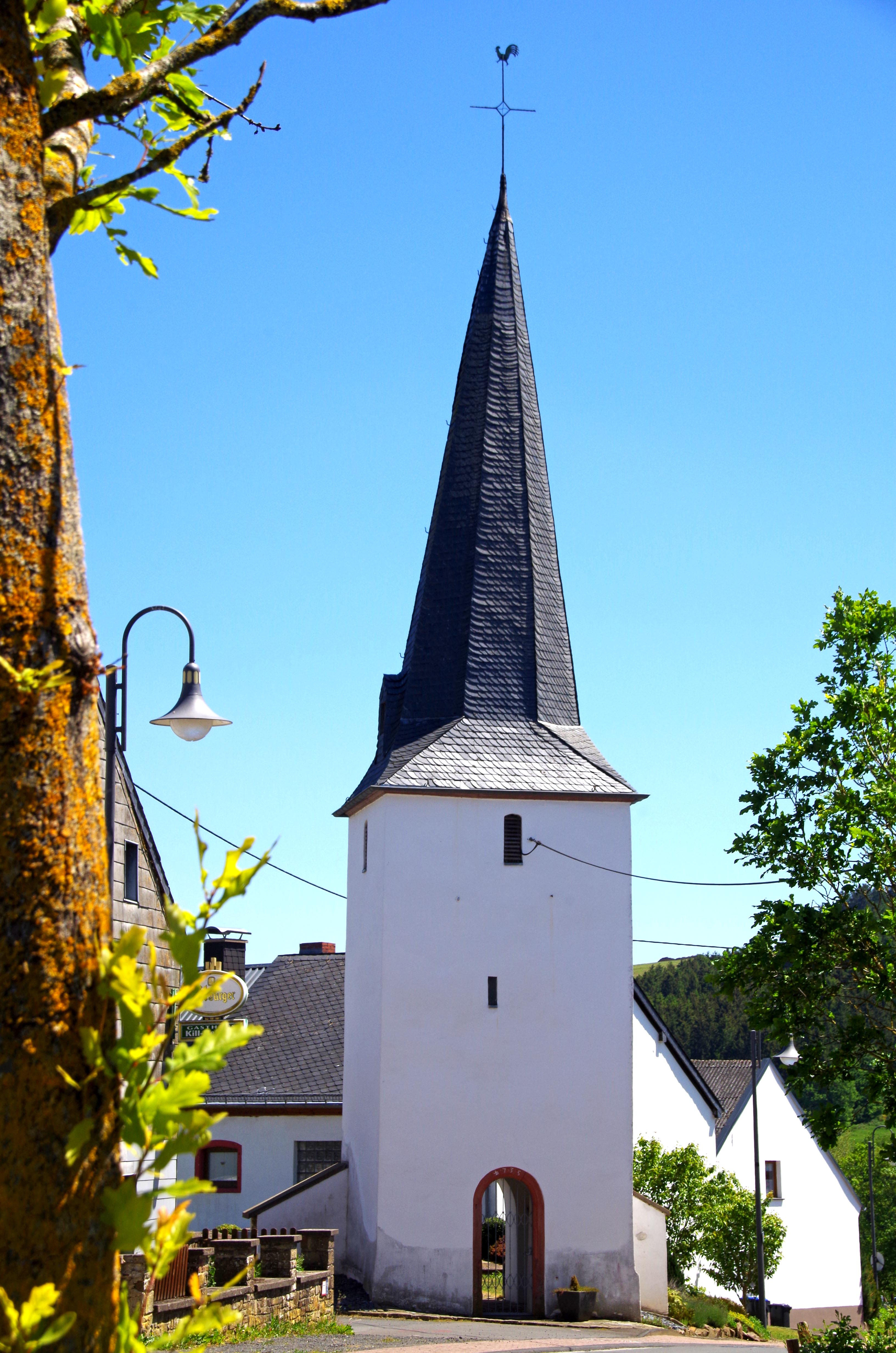
Glockenturm (1735)
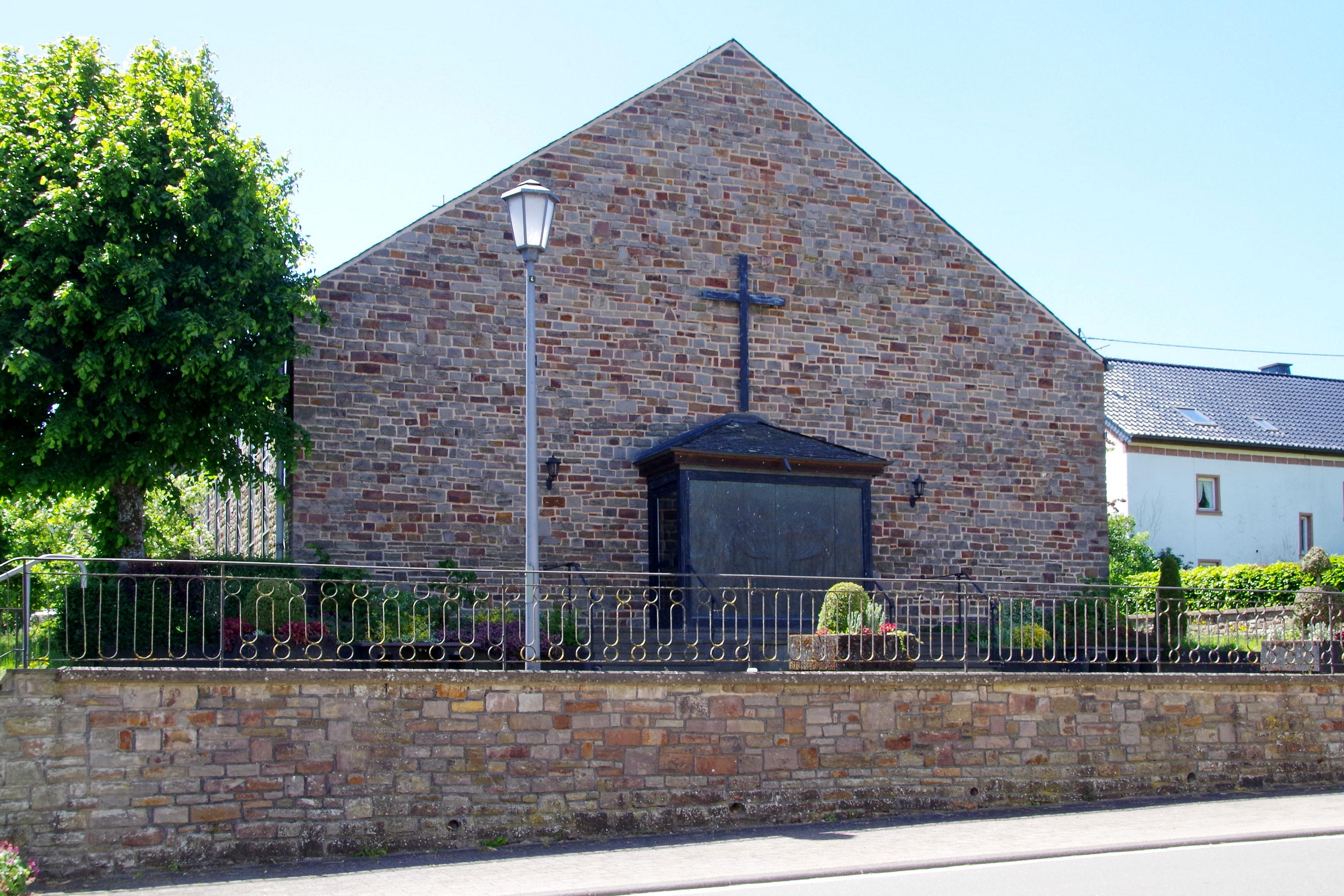
Neue Kirche (1961)
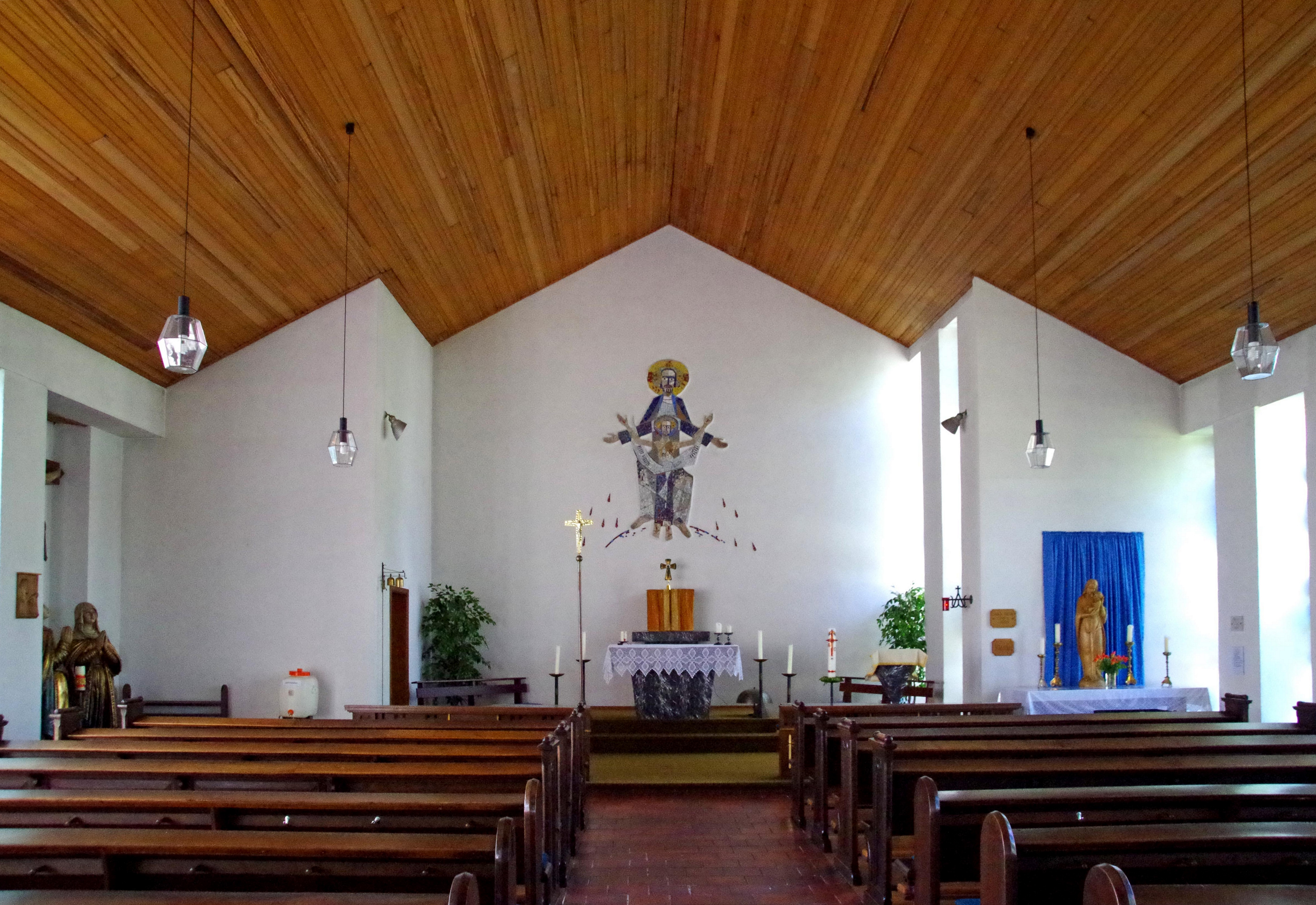
Innenraum
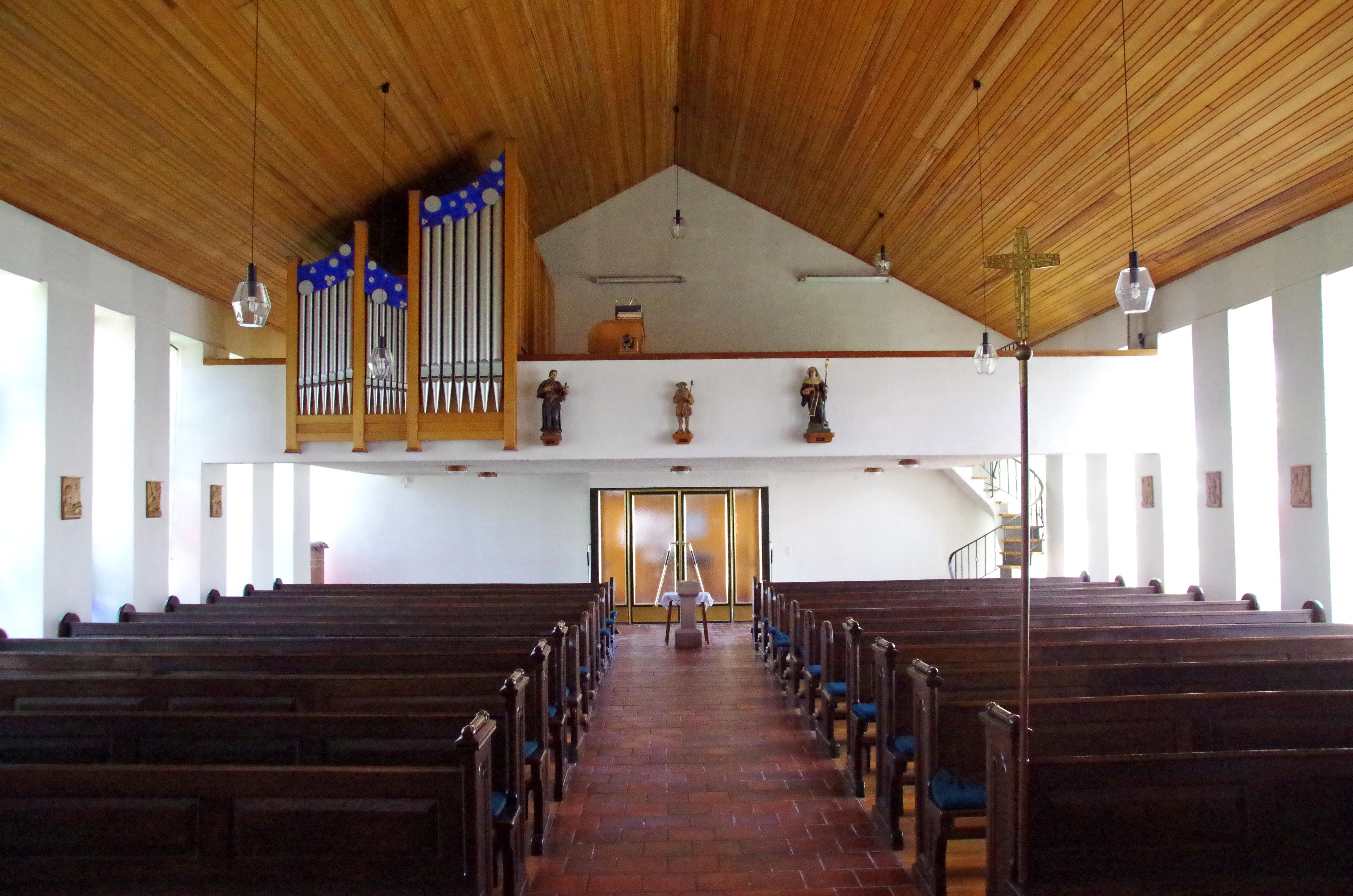
Kirchenschiff mit Empore
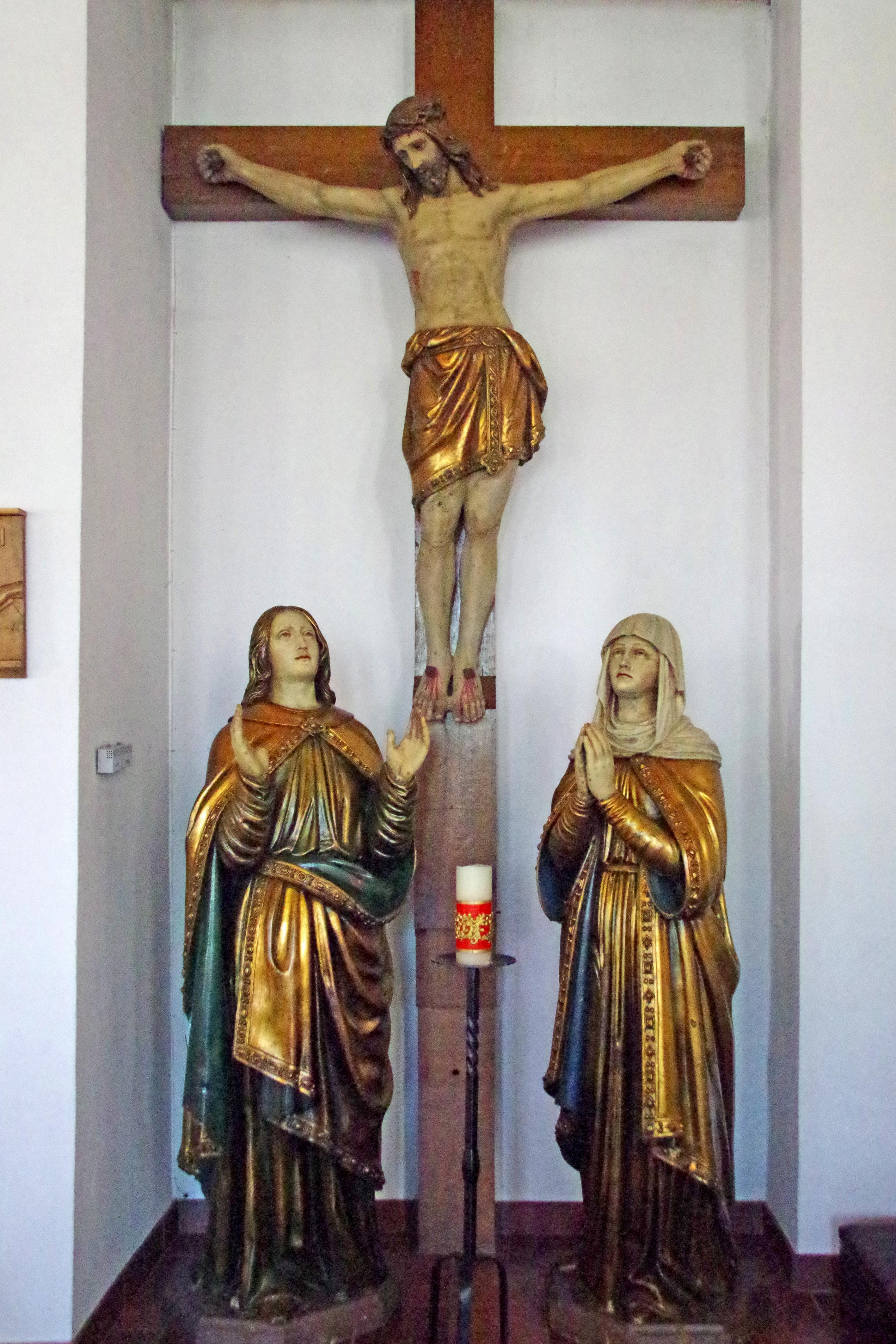
Kreuzigungsgruppe

## Bevölkerungsentwicklung
| Jahr | Einwohner |
| ---- | --------- |
| 1933 | 196       |
| 1939 | 183       |
| 2014 | 238       |